# Takanakuy
Takanakuy (del quechua: takanakuy) es un arte marcial de origen peruano en una tradición de la provincia de Chumbivilcas,Cusco Perú. en la cual hay duelos de lucha entre miembros de la comunidad, con oponentes de similares características. Los duelos se usan para arreglar viejas rencillas o simplemente por el deseo de participar de la tradición, todo dentro de un marco festivo.
La música y danza que suele sonar durante la festividad son las Huaylias. La tradición tiene sus orígenes en el Taki Unquy, que fue una resistencia religiosa y cultural ligada a la dominación española.[cita requerida] Este origen es similar al de la danza de tijeras.

## Descripción

### Origen
La celebración de Takanakuy está también ahora difundida a cuadrantes urbanos de Arequipa, Cuzco y Lima. El takanakuy tiene sus orígenes en el distrito de Colquemarca, provincia de Chumbivilcas.

### Trajes
Hay cinco tipos de 'personajes' tradicionales retratados durante la ceremonia, que tienen funciones diferentes, basados en símbolos culturales andinos. La mayoría de las vestimentas llevan pantalón para cabalgar de cuero, una máscara de lana colorida denominada uya chullo, que cubre toda la cara, la cual es característica del área regional de Chumbivilcas. Los uya chullos pueden llevar disecados de animales en la parte superior. Tienen diferentes colores, diseños y patrones textiles.
Majeño
Majeños Es el nivel más básico de adornar la vestimenta de equitación tradicional. Un majeta es una persona que vive cerca el Río Majes en el Andes y el atuendo de este personaje está basado en ellos pantalones de montar, una gorra de cuero, un harrington-como chaqueta peruana tradicional. El chullo que cubre la cara se llama uya chullu, el cual tiene asociaciones simbólicas abstractas y muestra cuatro colores (rojo, verde, amarillo, y blanco) los cuáles están puestos para representar los cuatro cuadrantes del universo. El propósito principal del uya chullu es para encubrir la identidad de los luchadores para impedir las tensiones y las animosidades que persistan durante el año que viene.
Q'arawatana
Es similar al Majeta con la adición de una chaqueta de cuero, pantalones para montar de cuero, y cualquier pájaro disecado o un cráneo de ciervo arriba de la cabeza. La mayoría de los individuos jóvenes en las comunidades autóctonas eligen este tipo de luchador debido a su factor de intimidación.
Negro
El aspecto de este vestido intenta retratar a los maestros de esclavos (Capataces) durante los periodos coloniales; por ejemplo, botas hasta las rodillas de cuero, elegantes pantalones de montar, buena camisa y chaleco, un pañuelo bordado en rosa o azul bebe, una corona de cartulina con papel de envoltorio reluciente en los lados y una estrella en la parte superior. Entonces el personaje tiene que bailar en círculos como un gallo, al cual este personaje está asociando su animal espíritu. Este tipo de vestimenta era tradicionalmente reservado para los hombres ricos en la ciudad y sirvió en contraste al arquetipo Majeno. Con el tiempo, el carácter suponía menos al hombre rico y más al traje de los luchadores superiores'.
Langos
La palabra langos se traduce por langosta, y este traje está hecho para parecerse a una. La vestimenta es de material reluciente, y a menudo el personaje lleva un pájaro disecado para representar la muerte que las langostas han causado en el área, en los 1940s.
Q'ara Gallo
Este personaje concreto no lleva ningún tipo distinto de vestimenta atribuido a la cultura andina pero aún participa en la procesión pero no de las ceremonias de lucha.

### Antes, durante y después de las luchas
La procesión al sitio del combate se inicia con unos agudos falsetes, que es un método de producción de voz utilizada por cantantes hombres, especialmente tenores para cantar las notas más altas que su gama habitual a través de las calles. La procesión es orientada a la familia, como preparación para los niños y jóvenes quienes observarán las violentas luchas más tarde, en el día. Los niños también visten para la ocasión, normalmente pareciéndose al personaje de su padre. 
El propósito de las luchas es para resolver conflictos con un individuo, amigo, miembro de la familia o para resolver conflictos territoriales que han surgido durante el año. El estilo de lucha usado durante la celebración implica patadas, puñetazos y velocidad de sus movimientos en el ataque y, esquive con el objetivo de derribar al oponente, ya que eso garantiza la victoria. Los encuentros tienen periodos de tres minutos.
Los luchadores retan a combatir a sus adversarios por su primer nombre y apellido pudiendo este, no aceptar la invitación, o proponer a un representante suyo. Entonces van al centro del círculo y empieza la lucha. Los hombres que luchan tienen que envolver sus manos con una tela antes de la lucha, como protección para que los nudillos no puedan hacer mucho daño. Dar mordiscos, pegar a los que yacen en el suelo o el jalar del cabello no está permitido durante la pelea. El ganador es seleccionado basado en un knockout o en la decisión del árbitro, hay árbitros ayudantes quiénes llevan látigos para mantener la multitud bajo control. En el inicio y al final de la lucha, los adversarios tienen que estrecharse las manos o darse un abrazo.
Si el perdedor de la lucha discrepa sobre el resultado, él o ella pueden apelar para otra lucha. Este tipo de lucha también ejemplifica el nivel de valentía que se supone debería existir entre la población en la comunidad de Santo Tomás.

### Música
El tipo de música usada durante la ceremonia es conocida como huaylia, waylilla o wayliya. Esta música originada en 1960 como parte del Taki Unquy (movimiento de resistencia ideológica). Las letras de la huaylia giran alrededor del rechazo a la autoridad, confrontación y libertad. El coro es repetido en un bucle sin fin durante la procesión al centro de la ciudad. Las personas originarias creen que bailando huaylia se transformaran en otra persona.

### Alcohol
En el día de la celebración las personas de la comunidad se reúnen tienen un almuerzo en el local de la iglesia y beben antes de los inicios de las luchas y después de las luchas los peleadores beberán más alcohol para no sentir el dolor causado durante los combates.

### Ubicación
La celebración principal es en los Andes peruanos en Chumbivilcas de la región de Cusco, pero también se celebran en muchos lugares.

### Fecha
No está claro el motivo de por qué esta celebración originaria indígena coincide con el día de la Navidad para los cristianos. Algunos creen que tiene que ver con los solsticios, muy apreciados por los indígenas y que durante la colonia fue conservado por los terratenientes. Actualmente un profesor de la comunidad de Santo Tomás resalta la importancia de la ceremonia "violenta" en un día percibido pacífico como la Navidad: "Hay un significado social para eso. Precisamente el de resolver conflictos, y también como una forma de catarsis social".

## Movimiento contemporáneo
A pesar de que históricamente el conservadurismo limeño ha intentado erradicar el Takanakuy, la celebración se ha expandido a los cascos urbanos de ciudades como Arequipa, Cuzco y Lima. Hoy en día personas no indígenas (descendientes) están participando en esta tradición indígena. Esta celebración ha cruzado barreras de clase social, actualmente personas de clase media y clase media alta también participan en la fiesta. Recientemente ha habido intentos de comprender el significado cultural del Takanakuy apareciendo notas y reportajes en medios peruanos y extranjeros.